# هنري ويلكينسون
هنري ويلكينسون (11 ديسمبر 1877 - 15 أبريل 1967) (بالإنجليزية: Henry Wilkinson)‏ هو لاعب كريكت بريطاني وبريطاني (وحمل سابقاً جنسية المملكة المتحدة لبريطانيا العظمى وأيرلندا).